# Jean Sahuquet
Jean Yves Marie Sahuquet (* 18. November 1923 in Nîmes, Département Gard, Frankreich; † 7. Dezember 2006) war von 1988 bis 1998 Bischof von Tarbes und Lourdes.

## Leben
Jean Sahuquet wurde am 29. Juni 1948 zum Priester geweiht. Papst Johannes Paul II. ernannte ihn am 11. Dezember 1978 zum Titularbischof von Utica und zum Weihbischof in Bayonne. Die Bischofsweihe spendete ihm der Bischof von Bayonne, Jean Vincent, am 25. Februar 1979. Am 15. Mai 1985 berief ihn Johannes Paul II. zum Koadjutorbischof im Bistum Tarbes und Lourdes; ab 1988 leitete er dieses Bistum. Am 16. Januar 1998 wurde sein aus gesundheitlichen Gründen vorgebrachtes Rücktrittsgesuch angenommen.